# Drets del col·lectiu LGBT al Senegal

Aquest és un article sobre els drets LGBT al Senegal. Les persones lesbianes, gais, bisexuals i transsexuals al Senegal han d'afrontar reptes legals que no experimenten els residents no LGBT. El Senegal proscriu específicament els actes sexuals entre persones del mateix sexe i, en el passat, ha perseguit als homes acusats d'homosexualitat. Les persones LGBT s'enfronten a una discriminació rutinària en la societat.
Segons el Pew Global Attitudes Project de 2013, el 97 % dels residents del Senegal consideren que l'homosexualitat és una forma de vida que la societat no hauria d'acceptar, una xifra que no ha canviat des de 2007.

## Lleis relatives a l'activitat sexual entre persones del mateix sexe
L'activitat sexual entre persones del mateix sexe és il·legal al Senegal. L'article 319 del Codi Penal senegalès estableix el següent:
| « | Sense perjudici de les sancions més greus previstes en els paràgrafs anteriors o pels articles 320 i 321 d'aquest Codi, qui hagi comès un acte indegut o antinatural amb una persona del mateix sexe serà sancionat per un empresonament entre un i cinc anys i amb una multa de 100.000 a 1.500.000 francs. Si l'acte es va cometre amb una persona menor de 21 anys, sempre s'aplicarà la pena màxima. | » |

## Adopció de nens
Segons la informació publicada el juliol del 2011 pel Departament d'Estat dels Estats Units, un matrimoni casat durant un mínim de cinc anys o una persona soltera que tingui almenys 35 anys són elegibles per adoptar un fill senegalès si hi ha almenys 15 anys entre l'edat del nen i l'edat dels adoptants. La legislació senegalesa no fa esment que les persones LGBT no siguin aptes per adoptar.

## Condicions de vida

### 2008
El 2008, la revista Icone de Dakar va informar i va publicar fotografies d'un suposat matrimoni homosexual que s'havia produït en una casa particular del Senegal. L'editor de la revista, Mansour Dieng, va afirmar que posteriorment va rebre amenaces de mort. Cinc homes de les fotografies van ser arrestats, però van ser alliberats més tard sense càrrecs. No és clar si les detencions provenen de les lleis antihomosexuals del Senegal o de les amenaces de mort.

### 2009
El 19 de desembre de 2008, nou homes van ser arrestats per acusacions d'homosexualitat en un pis privat a Dakar, presumptament després que la policia rebés una denúncia anònima. Un dels detinguts va ser Diadji Diouf, el propietari del pis i una coneguda activista senegalesa que encapçala AIDES Senegal, que ofereix serveis de prevenció i tractament del VIH/SIDA a homes que tenen relacions sexuals amb homes. Els homes van ser torturats repetidament durant la seva detenció, fins i tot després de confessar que eren gai.:pages: 19–20 El 6 de gener de 2009, tots aquests homes van ser condemnats per "actes indecents i actes no naturals" (5 anys de presó) i per "ser membres d'un grup criminal" (3 anys de presó). El jutge va dir que AIDES Senegal era una "portada per reclutar o organitzar reunions per a homosexuals, amb el pretext de proporcionar programes de prevenció del VIH/SIDA".:page: 20 El Tribunal d'Apel·lacions van revocar les conviccions a l'abril de 2009 i van ordenar l'alliberament immediat dels homes. Mentre es trobaven encarcerats, els nou foren tancats en cambres especials a causa de les amenaces d'altres interns.
El gener de 2009 Cary Alan Johnson de la International Gay and Lesbian Human Rights Commission va descriure "violacions de drets humans bastant conseqüents ... al Senegal". Però citant l'acollida recent a Dakar d'una conferència important sobre la SIDA i les malalties de transmissió sexual, on "les necessitats dels homes que tenen relacions sexuals amb homes eren destacades", va dir que Senegal era esquizofrènic en les seves actituds. "Hi ha un moviment cap a una cultura progressiva i inclusiva, però al mateix temps molt, molt forts moviments cap a l'opressió, específicament cap a la sexualitat".
La premsa local i internacional va informar el maig de 2009 que el cadàver d'un home que es considerava homosexual va ser desenterrat dues vegades d'un cementiri musulmà a Thies. La primera vegada, el cos es va deixar prop de la tomba. Després que la seva família el tornés a enterrar, el cos es va desenterrar per segona vegada i es va desplaçar fora de la llar de la seva família.

### 2011
L'Informe de Drets Humans de 2011 del Departament d'Estat dels Estats Units va trobar que,
| « | En el passat recent [,] les persones gais, lesbianes, bisexuals i transsexuals (LGBT) sovint s'enfronten a processos penals i discriminacions generalitzades, intolerància social i actes de violència. Els mitjans de comunicació no informen d'actes d'odi o violència contra persones LGBT. Al novembre de 2010 Human Rights Watch va publicar un informe titulat "Temor de la vida: violència contra homes homosexuals i homes percebuts com a gais al Senegal". L'informe va tractar casos de violència contra homes homosexuals i el medi jurídic i cultural que fomentava aquesta violència. Mentre els casos esmentats en l'informe eren de 2009 i anteriors, els observadors de les organitzacions no governamentals van especular que la caiguda dels casos registrats durant l'any es va deure a diversos factors. En primer lloc, la violència contra els homes i les dones gais podria haver provocat que moltes persones LGBT del país vagin a la clandestinitat. En segon lloc, l'augment de l'atenció internacional podria haver provocat que el govern reduís les persecucions i altres discriminacions oficials. Un informe del Panos Institute West Africa publicat el 20 de juliol va trobar que els mitjans de comunicació locals contribuïen a actituds socials negatives cap a les persones LGBT. Finalment, els reptes legals reeixits a la llei que s'utilitza per processar gais i lesbianes per a l'activitat sexual consensual pot haver contribuït a reduir el seu ús pels fiscals. | » |

### 2012
L'Informe de Drets Humans de 2011 del Departament d'Estat dels Estats Units va trobar que,
| « | Les persones LGBT sovint s'enfronten a la detenció, la discriminació generalitzada, la intolerància social i els actes de violència [el 2012]. Els senegalesos ... [organitzacions no governamentals] van treballar activament en qüestions relatives als drets LGTB, però a causa de les lleis contra l'homosexualitat i l'estigma social, mantenien un perfil extremadament baix. Els mitjans de comunicació poques vegades denuncien actes d'odi o violència contra persones LGBT. […] grups de drets humans van informar que les persones LGBT encara s'enfrontaven freqüentment a l'assetjament de la policia, inclosa la detenció basada únicament en informes de segona mà i un tracte deficient en detenció a causa de la seva orientació sexual. Al gener, dues dones van ser detingudes després de la difusió d'un vídeo per a mòbils que les mostrava besant-se. L'incident va ser àmpliament cobert en mitjans impresos i en línia. Les dones van ser detingudes i posades en llibertat sota fiança diversos dies més tard, però mai van ser acusades formalment de cap delicte. A l'octubre, un tribunal de Dakar va condemnar Tasmir Jupiter Ndiaye a quatre anys de presó i li va imposar 200.000 francs CFA (400 dòlars) per violar les lleis que prohibien "actes contra natura", a més de càrrecs de possessió il·legal d'armes i bateria, després d'haver-se negat a pagar a un altre home, Matar Diop, per serveis sexuals. Diop va ser sentenciat a tres anys de presó. | » |

El desembre de 2012, una parella homosexual masculina va ser colpejada greument prop de Dakar per un dels pares dels homes després que la parella fou enxampada tenint relacions sexuals.

### 2013
Mentre visitava el Senegal al juny, el president dels Estats Units, Barack Obama, va demanar que els països africans donessin als homosexuals igualtat de drets sota la llei. El president del Senegal, Macky Sall, va respondre dient que "encara no estem disposats a despenalitzar l'homosexualitat". També va insistir que el país és "molt tolerant" i que "això no significa que siguem homòfobs". Va dir que els països prenen decisions sobre assumptes complexos en el seu moment, i assenyalà que el Senegal ha prohibit la pena capital mentre que altres països no ho han fet. També va dir que, "els gais no són perseguits, però per ara han d'acceptar les eleccions d'altres senegalesos." Obama havia estat instat prèviament per Amnistia Internacional a utilitzar el seu viatge per Àfrica per parlar contra les amenaces als gais i lesbianes, que afirmava havien arribat a nivells perillosos a Àfrica. Abans d'aquest viatge, l'administració d'Obama s'havia caracteritzat per adoptar un enfocament "cautelós" sobre la promoció dels drets dels gais a l'Àfrica, per evitar "encendre una reacció que pogués posar en perill als activistes locals".

## Les obligacions del Senegal segons el dret internacional i els tractats
El març de 2010, el Grup de treball de les Nacions Unides sobre detenció arbitrària va trobar que la policia nacional del Senegal havia detingut a persones que presumptament havien comès "actes sexuals no naturals". El grup va recomanar al Senegal que "presti especial atenció a les detencions basades en ofendre la decència o la moral pública, amb la finalitat d'evitar qualsevol possible discriminació contra persones d'una orientació sexual diferent".:page: 14 ¶ 72, page 16 ¶ 82(g)

## Taula resum
| Activitat sexual legal amb el mateix sexe                     | (pena: fins a 5 anys de presó) |
| Mateixa edat de consentiment                                  | No                             |
| Lleis antidiscriminació a la feina                            | No                             |
| Lleis antidiscriminació en la prestació de béns i serveis     | No                             |
| Matrimoni del mateix sexe                                     | No                             |
| Lleis antidiscriminació en el discurs de l'odi i la violència | No                             |
| Reconeixement de les parelles del mateix sexe                 | No                             |
| Adopció de fillastres per parelles del mateix sexe            | No                             |
| Adopció conjunta per parelles del mateix sexe                 | No                             |
| Prestació de servei militar per gais i lesbianes              |                                |
| Dret legal a canviar de gènere                                | No                             |
| Accés a la fecundació in vitro per lesbianes                  | No                             |
| Subrogació comercial per a parelles d'homes homosexuals       | No                             |
| Permís per donar sang als MSMs                                | No                             |